# Thomas Loudon
Thomas Richardson Loudon (ur. 1 września 1883 w Toronto, zm. 6 stycznia 1968 tamże) – kanadyjski wioślarz, srebrny medalista olimpijski.
Wystąpił na igrzyskach olimpijskich w Saint Louis w 1904 roku, gdzie kanadyjska osada Toronto Argonauts w składzie: Arthur Bailey, John Rice, George Reiffenstein, Philip Boyd, George Strange, William Wadsworth, Donald MacKenzie, Joseph Wright i Thomas Loudon zdobyła srebrny medal w ósemkach. Do złotych medalistów, Amerykanów z Vesper Boat Club, Kanadyjczycy stracili trzy długości łódki. Startowały tylko dwie drużyny. Był to jego jedyny oficjalny start olimpijski.
Ukończył studia na University of Toronto, wkrótce został wykładowcą. Służył w Canadian Army podczas I wojny światowej osiągając stopień majora. Odznaczony Krzyżem Wojskowym. Po zakończeniu wojny uzyskał licencję pilota. W czasie II wojny światowej był instruktorem w Royal Canadian Air Force, pełnił też funkcje administracyjne. Ponadto był trenerem wioślarstwa.